# Aaskov Kommune
| Strukturdaten       | Strukturdaten   |
| ------------------- | --------------- |
| Sitz der Verwaltung | Kibæk           |
| Fläche              | 238,84 km²      |
| Einwohner           | 7.076 (2006)    |
| Kommune seit 2007   | Herning Kommune |

Aaskov Kommune war bis Dezember 2006 eine dänische Kommune im damaligen Ringkjøbing Amt in Jütland. Seit Januar 2007 ist sie zusammen mit der “alten” Herning Kommune, der Aulum-Haderup Kommune und der Trehøje Kommune Teil der neuen Herning Kommune. Die Gemeinde ist im Zuge der Verwaltungsreform 1970 entstanden.